# Johnstown, Pennsylvania
Johnstown är en stad i delstaten Pennsylvania i USA med 20 978 invånare. Den ligger i Cambria County.